# Barbora Veselá
Barbora Veselá (17 de enero de 2000) es una deportista de República Checa que compite en atletismo. Ganó una medalla de oro en el Campeonato Europeo de Atletismo Sub-23 de 2021, en la prueba de 4 × 400 m.